# Галечник
Галечник — пласт или куча галек, несцементированная осадочная порода, псефитовой структуры, обломочная фракция которой представлена преимущественно галькой, хотя до 10 % может быть из окатышей, кругляшей, булыжников, гравия, песка, супеси и тому подобное.

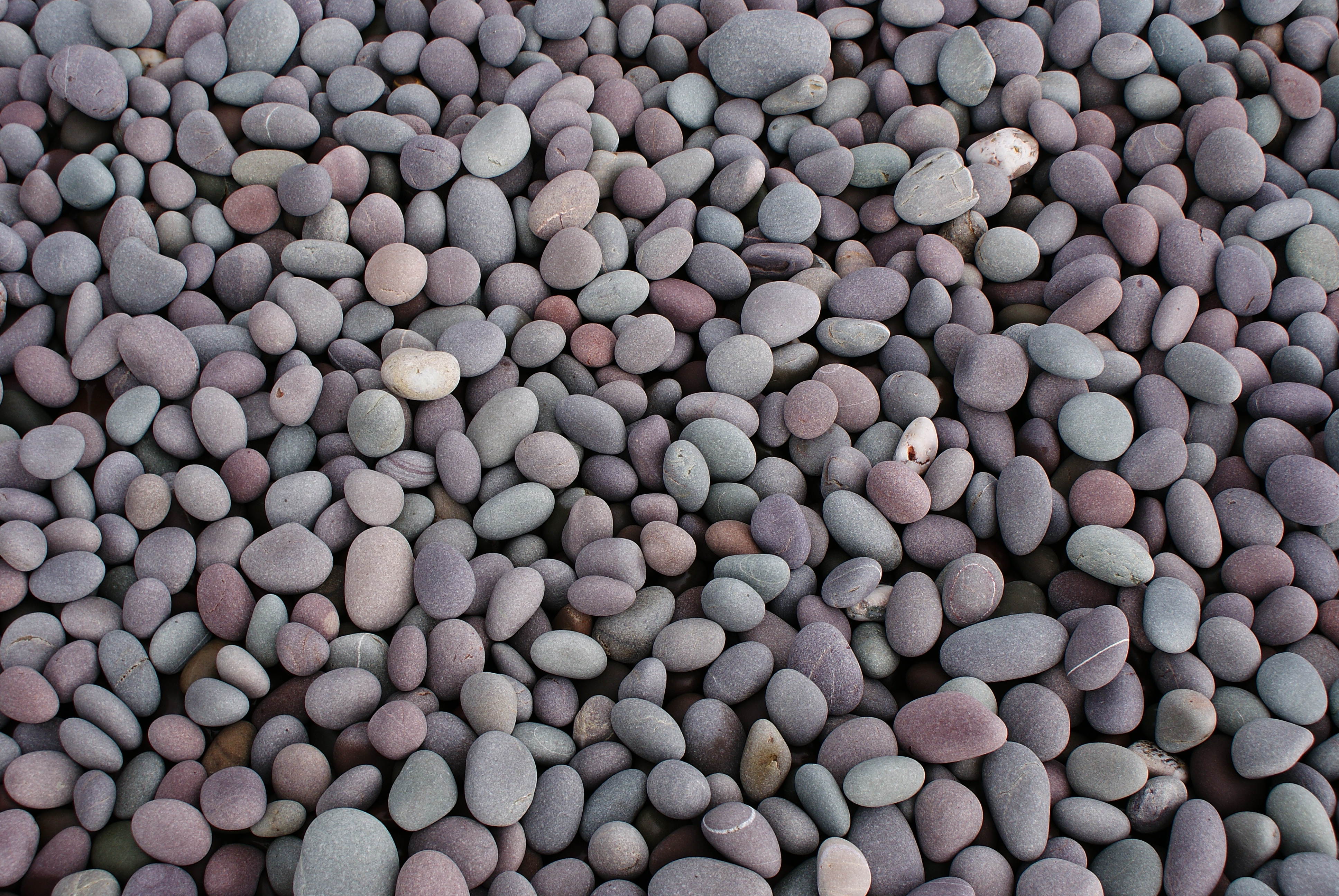
Галечник, сложенный галькой кварцита. Галечниковый пляж возле Бозингтона, Западный Соммерсет, Англия

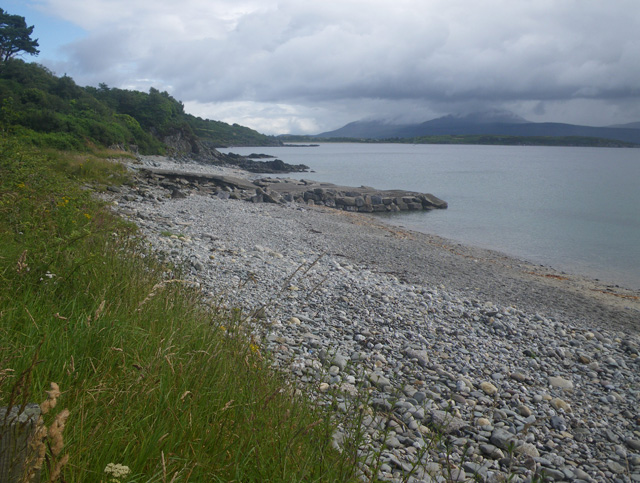
Галечниковый пляж в заливе Торисдейл, Шотландия

## Описание
По петрографическим составом, форме, расположению и ориентировке осей гальки выделяют различные генетические типы галечников, а также устанавливают направление сноса обломочного материала и его расположение в области размыва. Это позволяет реконструировать палеогеографические условия на данной территории. Используют в строительстве как заполнитель для бетонов, как отделочное камни экстерьеров (выкладывают дорожки, облицовывают стены).

## Классификация
По структуре галечники разделяют на такие подвиды:
- крупногалечники (50 — 100 мм)
- среднегалечники (25 — 50 мм)
- мелкогалечники (10 — 25 мм)

За компонентным составом галечники разделяют на такие группы:
- мономиктные (галька одного вида пород)
- олигомиктные (несколько разных пород)
- полимиктные (много различных видов пород)

По происхождению (генезис (геология) выделяют следующие типы:
- русловый (аллювиальный)
- пролювиальный
- прибрежный (пляжный)